# ULMA Construction
ULMA Construction es una empresa española dedicada a la fabricación y comercialización de sistemas industrializados de encofrados y andamios para edificación, obra civil y rehabilitación mediante servicios de alquiler y venta, elaboración del proyecto técnico, y asesoramiento en obra. Con sede en Oñate (Guipúzcoa) tiene presencia internacional en América, Asia, África, Europa y Oceanía.
ULMA Construction es la compañía que dio lugar al Grupo ULMA que consta de 9 empresas.  

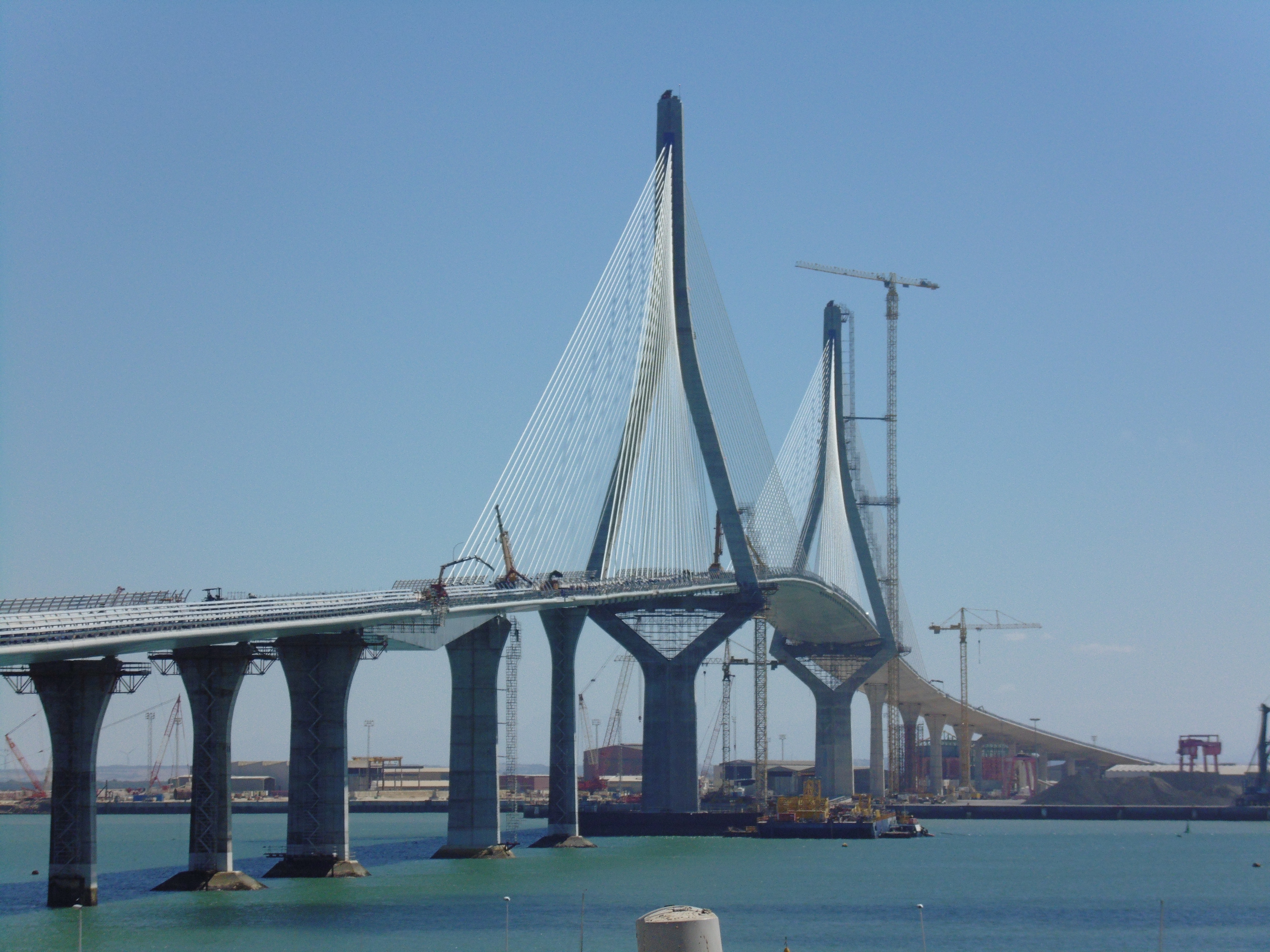
Puente La Pepa, Cádiz

## Historia
ULMA Construction fue constituida en 1961 en Oñate (Guipúzcoa), con la denominación de Sociedad Cooperativa Industrial Talleres ULMA y estaba dedicada a la fabricación de embalaje. En 1963, se incorporó al sector de la construcción e introdujo en el mercado español el primer andamio prefabricado, de nombre JJEIP. Con la misma denominación y durante esa década, empezó a fabricar puntales metálicos extensibles y montacargas. En 1969, contaba ya con delegaciones en Zaragoza, Granada, Valencia, Sevilla, Toledo y Mallorca. 
Durante los años 1970, construyó su segunda planta productiva en Oñate y empezó su proceso de internacionalización en Portugal (donde se creó la primera filial, en 1980), Francia, Argentina o Chile. A finales de esa década, su actividad estaba ya muy centrada en la construcción: de los 134 millones de pesetas facturados por la empresa entonces, 119 millones correspondían a esta actividad y el resto a otros productos, como los de embalaje. 
El desdoblamiento de la cooperativa en dos negocios diferenciados se produjo entre 1984 y 1985. En ese momento se crearon los embriones de lo que serían ULMA Packaging (entonces ULMA Maquinaria) y ULMA Construction (entonces ULMA Elementos Metálicos). Un año después, las dos cooperativas, junto a ENARA S. Coop formaron lo que se llamó Grupo Oñalán y que, desde 1992, se conoce como Grupo ULMA. Los grandes hitos de los años 1990 fueron la expansión internacional con implantaciones propias en 1995, la compra de la empresa TMC con el propósito de empezar actividad de obra civil en 1997 y la apertura en 1999 de la filial de Nueva Jersey, la primera que abrió en Estados Unidos. 
A partir de 2000, la expansión internacional se afianza con sedes en América Latina y Europa. En 2005, comienza a vender en África y abre en Shanghái (China) su primera oficina comercial. Ese mismo año, el negocio agrícola se escinde para convertirse en cooperativa independiente.

## Magnitudes económicas
ULMA Construction es una de las 9 cooperativas que forman el Grupo ULMA, uno de los más importantes de España, con presencia en 80 países, 4500 trabajadores y un volumen de negocio de unos 700 millones de euros. El resto son ULMA Agrícola, ULMA Architectural Solutions, ULMA Carretillas Elevadoras, ULMA Conveyor Components, ULMA Handling Systems, ULMA Packaging, ULMA Piping y ULMA Embedded. En 2022, ULMA Construction cuenta con 2.025 trabajadores.

## Productos
La actividad principal de ULMA Construction se centra en el alquiler y venta de andamios y encofrados en el sector de la construcción, cubriendo a su vez los subsectores de edificación residencial, no residencial, rehabilitación y obra civil. Estos son los productos que ofrece actualmente su catálogo
para realizar proyectos de edificación, construcciones industriales y energéticas, obras hidráulicas, depuradoras, presas, torres, rascacielos, puentes, túneles e infraestructuras viarias:
- Encofrado de muros y pilares
- Encofrados  trepantes
- Encofrado de losas
- Encofrado de puentes
- Encofrado de túneles
- Puntales y Cimbras
- Vigas y tableros
- Andamios.[6]

## Proyectos
ULMA Construction ha realizado proyectos de construcción, rehabilitación y mantenimiento en edificaciones de todo tipo, desde puentes, autopistas y viaductos, hasta túneles, centrales eléctricas, obras hidráulicas y depuradoras así como torres y edificios de gran altura y edificaciones religiosas o empresariales. Algunos de los proyectos que ha realizado son:
- Hudson Yards, Nueva York: Ejecución del núcleo del rascacielos, compuesto por 4 huecos de ascensor en la Torre C del proyecto urbanístico de mayor importancia que se ha llevado a cabo en Manhattan en los años 1990 y años 2000, usando el Sistema Autotrepante ATR con estructuras MK y Megaform como encofrado modular.[7]
- Proyecto Bayovar, (Perú): Soluciones de encofrado para MK para viaductos elevados,  sin cortar el tráfico de vehículos que pasaba bajo el puente.[8]
- Estadio Mané Garrincha de Brasilia (Brasil): 288 pilares de 46 metros de altura, un anillo de compresión de 22 metros de anchura, vigas para las gradas de 12 metros de altura y diversos muros con el sistema Orma de encofrado modular.[9]
- World One King Tower en Bombay (India): Solución para las losas de todas las plantas con dos tipos de encofrado: CC-4 (modular, de aluminio) y Enkoflex (con vigas de madera) en el edificio residencial más alto del mundo.[10]
- Presa Changuinola I de Bocas del Toro (Panamá): Encofrado aguas arriba con sistema trepante de paneles metálicos. Por debajo de la presa, sistemas de paneles metálicos combinados con elementos del sistema MK.[11]
- Tren Eléctrico en Lima (Perú): Solución para estructuras diversas y plazos ajustados con sistema MK en el tren que atraviesa la capital de Perú.[12]
- Puente Bahía de Cádiz (España): Planificación, ingeniería y asistencia en obra en el Puente de la Pepa, el más grande de España y uno de los más grandes del mundo, con una longitud de 3.082 metros y gálibo de 69 metros, que permite la navegación de barcos de gran envergadura.[1]
- Rehabilitación del Palacio de Versalles (Francia): Trabajos desde el andamio Multidireccional BRIO para restaurar numerosos elementos en el palacio de Versalles, residencia de la monarquía francesa y Patrimonio de la Humanidad por la UNESCO.[13]
- Metro de Praga (República Checa): Trabajos con Sistema MK en el túnel más extenso de la Línea A del metro (estación de Petriny), con 220 m de longitud, 16 m de altura y 22 m de ancho.
- Torre Q22 en Varsovia (Polonia):  En el centro de la capital polaca se alza la torre Q22, uno de los rascacielos más altos de Polonia. Con 155 m de altura, este edificio de oficinas contará con 47 plantas, 5 de ellas bajo rasante.[14]
- Central eléctrica Datteln (Alemania): Trabajos con grandes volúmenes de hormigonado para la central eléctrica de Datteln, el trabajo más grande realizado en Renania del Norte en años.
- Proyecto hidroeléctrico en la Presa El Cajón (México): Ejecución de caminos de accesos, líneas de circuito, túneles de sección portal para desviar el río, ataguías de materiales graduados, un puente y diversas obras de protección ambiental y desarrollo social en el Proyecto Hidroeléctrico El Cajón, la mayor obra de infraestructura realizada en México en los últimos 10 años.
- Puente atirantado sobre el río Wislok (Polonia): se trata del mayor proyecto realizado en la ciudad de Rzeszów en los últimos años. El elemento singular de la obra es una torre o pilono de 108,5 metros de altura, de hormigón armado, que se organizó en 26 fases.
- Hotel Kempinski, Yeda en (Arabia Saudí): Edificio multifuncional de 260 m de altura, con 4 núcleos, 1 principal y 3 auxiliares, ejecutados con el sistema autotrepante ATR. HWS como paneles de protección en altura.
- Gateway Motorway Southbound Busway Upgrad o GUSBUS (Australia): Trabajos de mejoras en las conexiones de carreteras y autopistas en la provincia de Queensland, con sistemas MK (primera fase) y Uni-span (segunda fase).[15]
- Central eléctrica Jaworzno III (Polonia): Soluciones de ingeniería, suministro de andamios y encofrados y servicio de supervisión en la ejecución de la sala de máquinas y de la nave de instalaciones eléctricas y auxiliares.[16]
- Autopista A4 entre Amaranto y Oporto (Portugal): Obras de construcción de un nuevo túnel de cuatro carriles y renovación de los anteriores en dirección contraria.[17]
- Metro de Milán (Italia): Trabajos en la estación Argonne que formará parte de la línea Blu del metro de Milán, a una profundidad de 14 metros bajo la superficie.[18]
- Torre Harborside (Nueva York, Estados Unidos): Trabajos de construcción con sistemas autotrepantes para una torre de 69 pisos, la más alta de Nueva Jersey.[19]

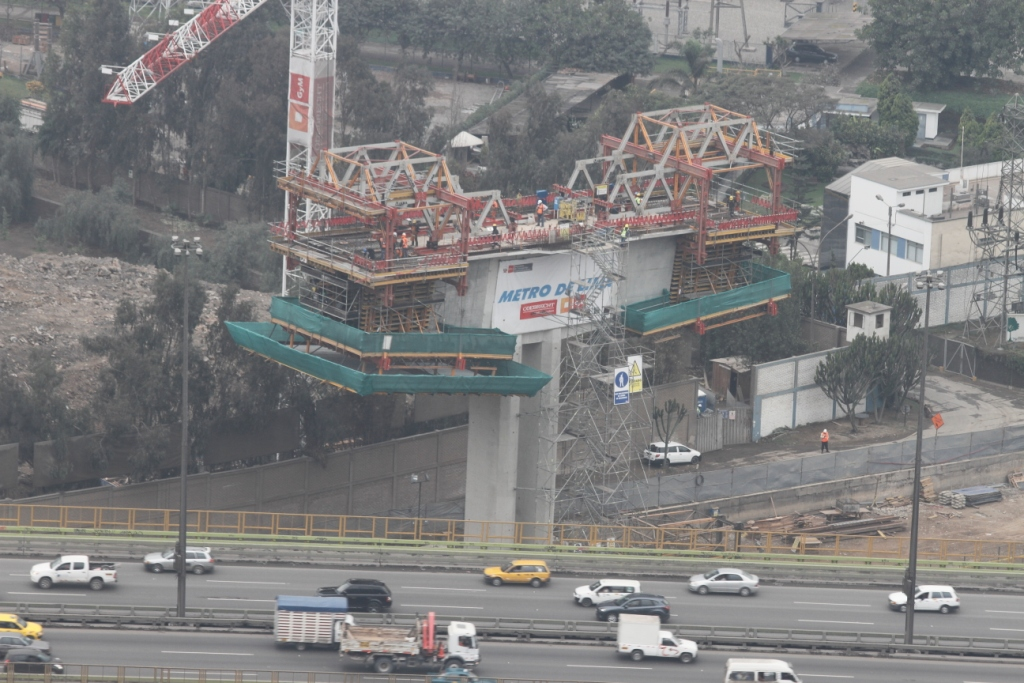
Lima, Tren eléctrico
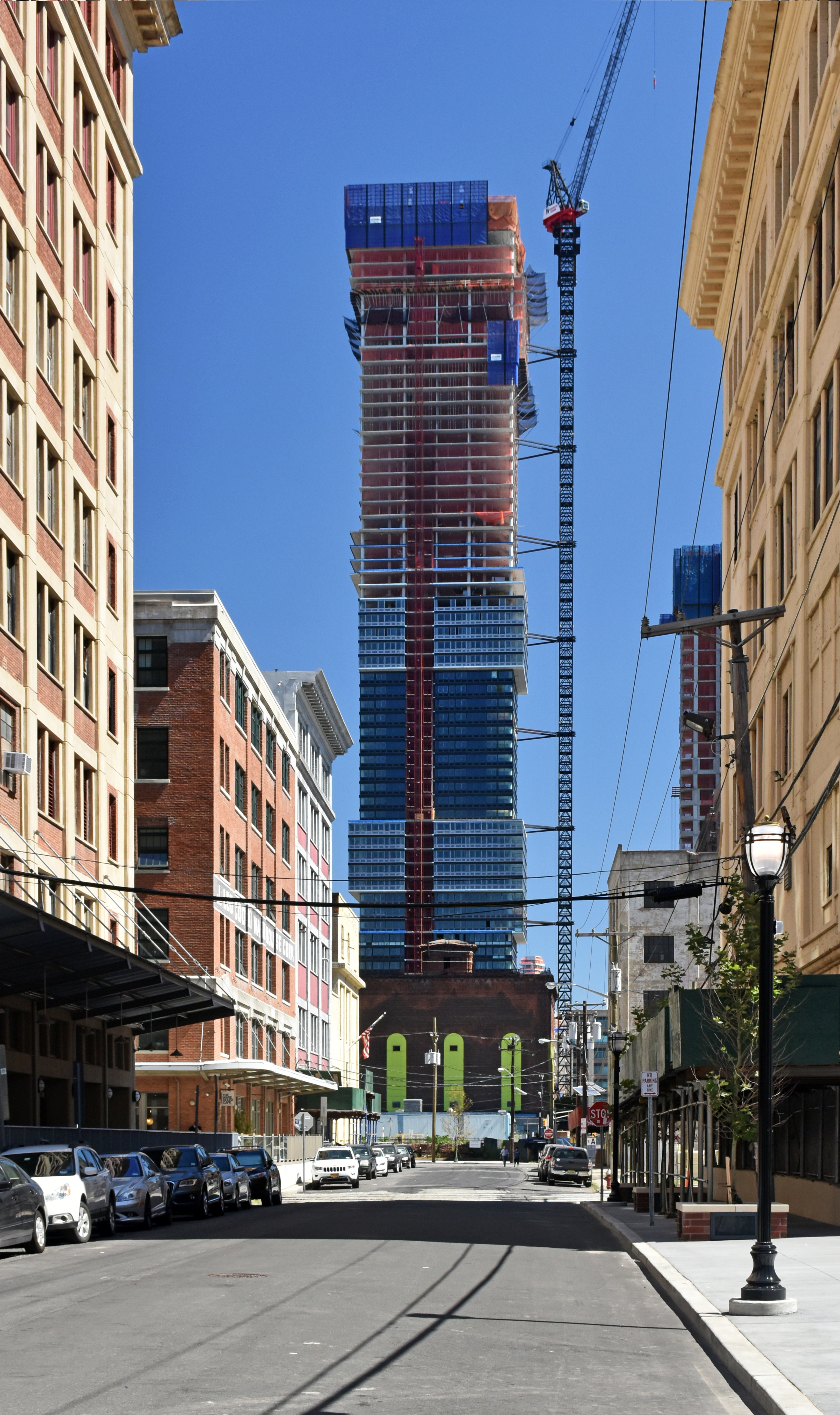
Harborside Tower, Nueva York
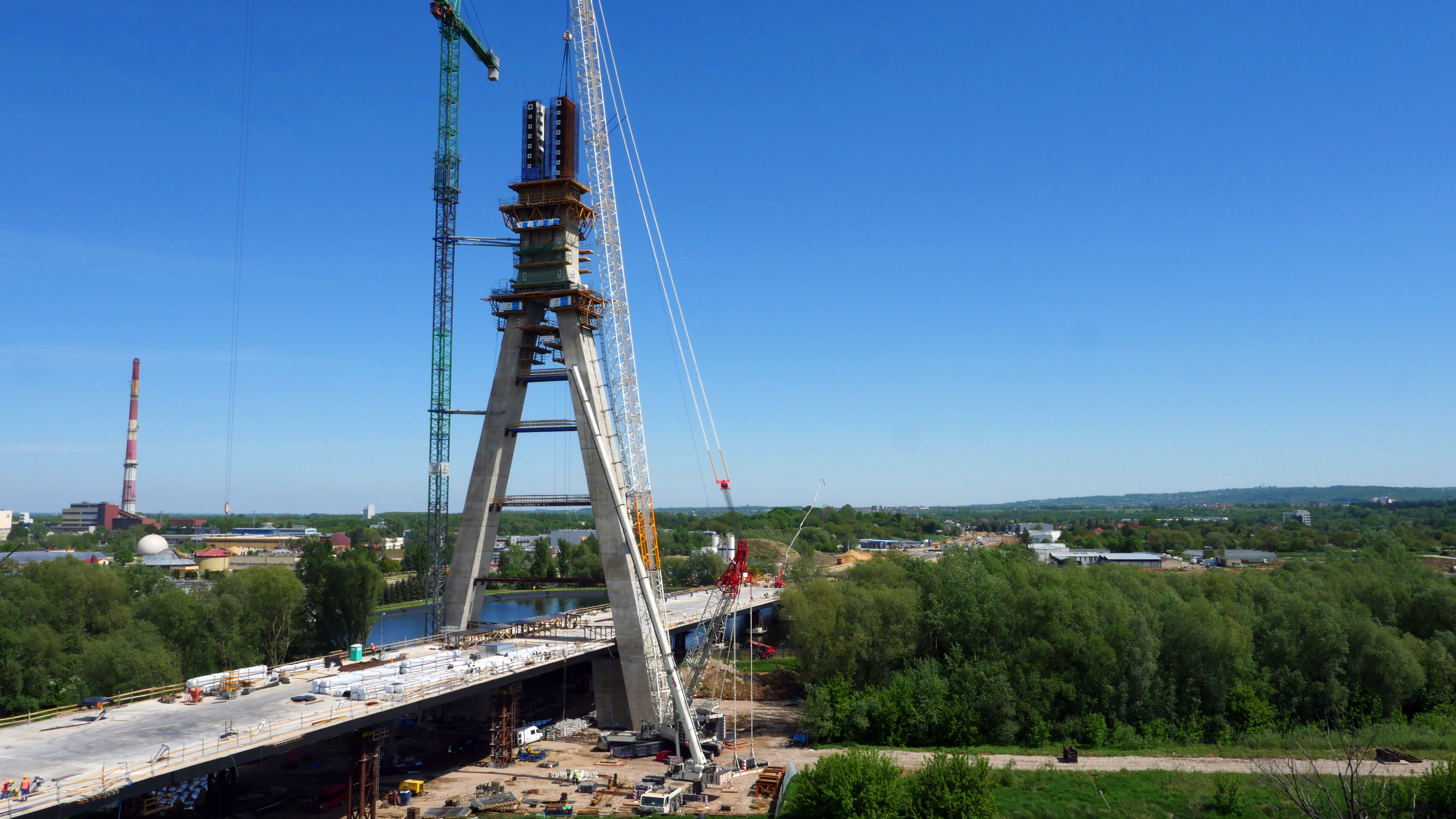
Puente de Wislok, Polonia
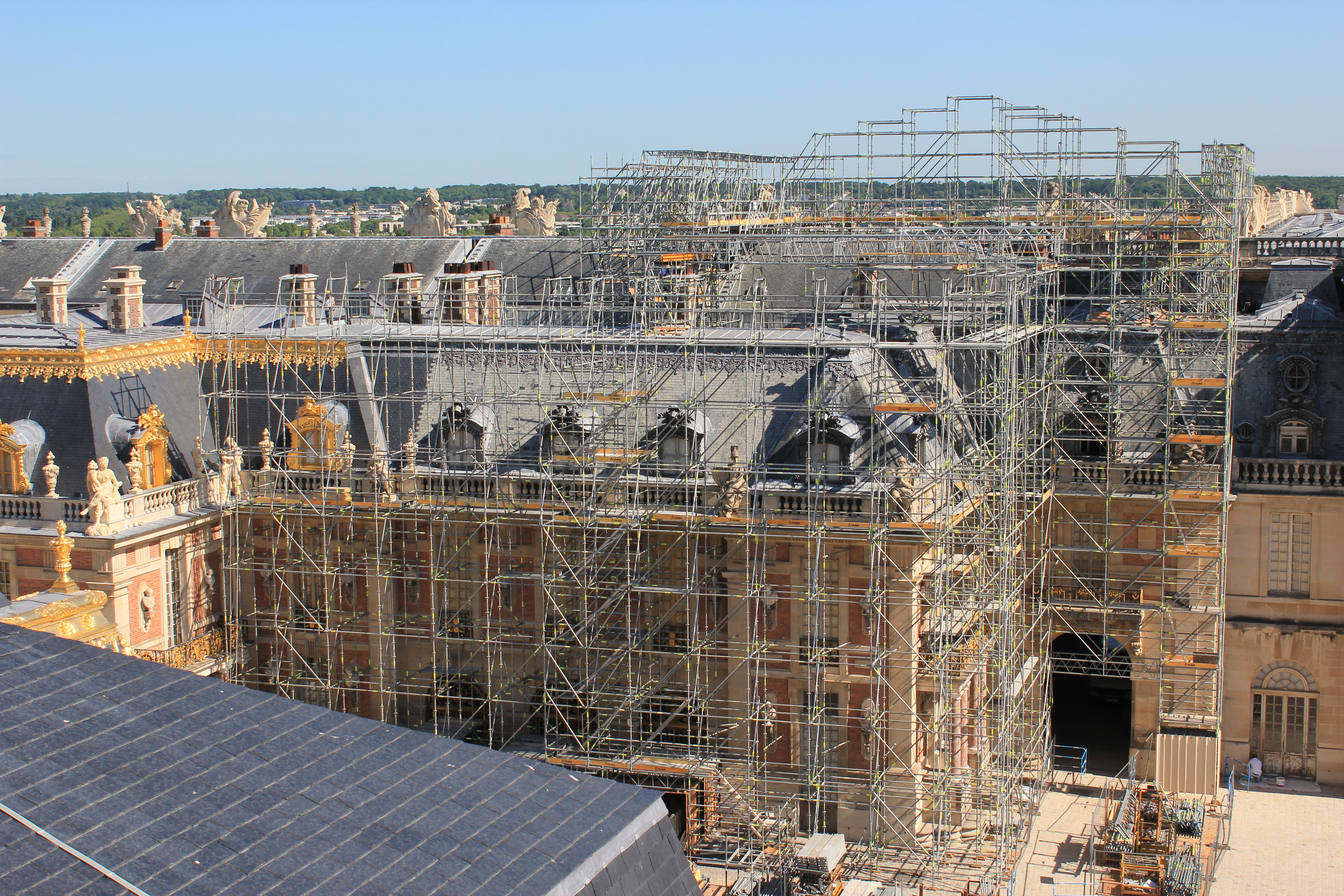
Palacio de Versalles, restauración

## Presencia en el mundo
Sumando su presencia internacional en Europa, América, África y Asia, ULMA Construction tiene 20 filiales, 1 centro productivo y 52 centros de negocio que ofrecen servicio técnico, logístico y stocks. Aunque vende en otros muchos países, tiene presencia directa en 25, cuenta con 1 centro productivo y 52 centros de negocio. Países en los que está presente: 
- Europa: España, Alemania, Francia, Italia, Lituania, Polonia, Portugal, República Checa, República Eslovaca, Rumanía, Rusia, Turquía, Ucrania.
- América: Argentina, Brasil, Chile, Estados Unidos, Canadá, México, Perú, Colombia.
- Asia: Arabia Saudí, China, Emiratos Árabes Unidos, India, Irán, Kazajistán, Singapur.
- África: Marruecos, Argelia, Túnez, Egipto
- Oceanía: Australia

## Responsabilidad social
En 2010, ULMA Construction ayudó a crear la Fundación ULMA, a través de la cual destina el 10% de sus beneficios a proyectos asistenciales, deportivos o socioculturales de interés público. 
En sus 15 años de historia, la Fundación ULMA ha apoyado decenas de proyectos con un fin social, como la acogida de niños de Chernobil (Asociación Banoia Txernobilekin), proyectos de cooperación al desarrollo en Nicaragua (Asociación AMS) o apoyo a niños discapacitados en Bogotá (Kainabera Solidaridad). Además ha colaborado con ONG y asociaciones de carácter asistencial como Gautena (Asociación Guipuzcoana de Autismo), Aspace (Confederación de Asociaciones de Atención a la Parálisis Cerebral) o Ademgi (Asociación de Esclerosis Múltiple de Guipúzcoa); y con otras del ámbito de la educación, el euskera y la cultura ligadas a su entorno geográfico (Colegio Infantil de Oñate, y Arizmendi Ikastola entre otros).